# سيدك (أرومية)
سيدك هي قرية في مقاطعة أرومية، إيران. يقدر عدد سكانها بـ 212 نسمة بحسب إحصاء 2016.